# 迪努夫
迪努夫是波兰喀尔巴阡山省的一个镇。